# Christopher Coke
Dawid Dudus (ur. 13 marca 1969), znany też pod pseudonimem „Dudus” – podejrzany o bycie szefem jamajskiego kartelu narkotykowego, znanego jako Shower Posse. Jest też synem oskarżonego o podobne uczynki Lestera Lloyda Coke’a. Aż do przekazania go służbom Stanów Zjednoczonych, mieszkał w Tivoli Gardens w Kingston, gdzie zyskał znaczący szacunek i sympatię wśród okolicznych mieszkańców.
W 2009 roku Stany Zjednoczone zaczęły wysuwać żądania o jego ekstradycję, a w maju 2010 roku rząd Jamajki wystosował nakaz jego aresztowania. W rezultacie w mieście Kingston ogłoszono stan wyjątkowy, podczas gdy policja i wojsko zorganizowały akcję mającą na celu zatrzymanie Coke’a. Zginęło wówczas ponad 70 ludzi, członków policji, cywili, zwolenników Coke’a. Został on zatrzymany w punkcie kontrolnym 22 czerwca 2010 roku. Niemniej 17 maja 2010 roku rząd Jamajki wypuścił nakaz aresztowania. 18 maja senator Tom Tavares-Finson zrezygnował z bycia prawnikiem Coke’a „by uniknąć konfliktu interesów”. W 2011 r. Coke przyznał się do federalnych zarzutów wymuszania haraczy w związku z handlem narkotykami i napaścią. W dniu 8 czerwca 2012 r. Został skazany przez sąd federalny w Nowym Jorku na 23 lata więzienia federalnego.

## Żądanie ekstradycji i zamieszki
W 2009 roku Stany Zjednoczone zaczęły żądać jego wydania.
Bruce Golding, premier i lider Jamajskiej Partii Pracy, początkowo odmówił dokonania ekstradycji, oskarżając Stany Zjednoczone o zbieranie dowodów przeciwko Jamajczykowi przy użyciu nieautoryzowanego podsłuchu. To wywołało napięcie zarówno pomiędzy obydwoma rządami, jak i na samej Jamajce. Niemniej 17 maja wydano nakaz aresztowania. 18 maja senator, Tom Tavares-Finson, zrezygnował z bycia prawnikiem Coke’a, „by uniknąć konfliktu interesów”.
Po tych informacjach poplecznicy Coke’a zaczęli mobilizację i protesty a samo Kingston objęto stanem wyjątkowym po serii strzelanin i podpaleń. 24 maja policja i wojsko zorganizowało operację zakrojoną na dużą skalę w celu pojmania Coke’a. Do 27 maja co najmniej 73 ludzi zginęło w starciach z uzbrojonymi w zachodnim Kingston. Liczba ta jednak wzrosła do potwierdzonych 76 śmierci.

### Pojmanie
Coke został pojmany w czasie rutynowej kontroli drogowej, gdy usiłował poddać się ambasadzie USA w Kingston, prawdopodobnie przebrany za kobietę, w peruce (według pogłosek miał posiadać takową w kolorze różowym). Został wówczas również zatrzymany wpływowy ewangelikański duchowny, Al Miller, próbujący wesprzeć Coke’a w poddaniu się. Miller powiedział policji, że Coke bał się o swoje życie w razie poddania się bezpośrednio policji, a do pomocy został poproszony przez samego Coke’a. Kapłan uczestniczył w tej samej roli w poddaniu się brata Coke’a, miesiąc wcześniej.
Coke dobrowolnie zrzekł się prawa do rozprawy ekstradycyjnej. Jego ojciec zmarł w więzieniu w tajemniczym pożarze, podczas oczekiwania na taką rozprawę. W oczekiwaniu na ekstradycję Coke był trzymany pod szczególnym nadzorem, na ewentualność ataku jego zwolenników.
Wyznał on, że do decyzji o poddaniu się i stawieniu czoła zarzutom pchnęła go wola zakończenia przemocy na Jamajce

### Rozprawa
Coke ma być oskarżony o szmuglowanie narkotyków i broni i sądzony w stanie Nowy Jork. Oświadczył on, że jest niewinny dowodzeniu wielkim gangiem narkotykowym.